# Galactia texana
Galactia texana là một loài thực vật có hoa trong họ Đậu. Loài này được (Scheele) A.Gray miêu tả khoa học đầu tiên.